# Ponte de Cavez
A Ponte de Cavez localiza-se sobre o rio Tâmega, na freguesia de Cavez, município de Cabeceiras de Basto, distrito de Braga, em Portugal.
Encontra-se classificada como Monumento Nacional desde 1910.

## História
Esta ponte foi construída no século XIII, por iniciativa do Frei Lourenço Mendes, que encarregou da sua construção o mestre Martin Esteves, vulgo "Martin Marra". 
De acordo com uma lenda local, os seus conterrâneos duvidaram da sua capacidade em concluir a grandiosa obra. Mas, assim mesmo, a obra fez-se e, quando concluída, constatada a sua solidez, foi finalmente admirada e elogiada. Nesse momento, Martin sentiu tamanha alegria que morreu fulminado.
Por acordo unânime das autoridades civis e eclesiásticas à época, foi sepultado junto a uma das cabeceiras da ponte e, sobre o seu túmulo foi gravada a inscrição: "Esta é a ponte de Cavez e aqui jaz quem a fez".
A ponte sofreu ao longo dos anos algumas alterações, mormente nos anos 70/80 do século XIX com a construção da Estrada Real 32 e depois no final desse século com a adaptação da mesma ao macdame.
Em 6 de agosto de 1959, uma forte tempestade cuja água acumulada acabou provocando uma enxurrada que rompeu na direção do tabuleiro da ponte concentrando ali um enorme volume de água e detritos, o muro do lado jusante não aguentou a forte pressão da água e acabou caindo. Em 1960 para reparação destes estragos, a Direção de Estradas mandou fazer a obra que mais modificou sua estrutura, pois acrescentaram pedras dos dois lados da ponte e colocaram os passeios e o gradeamento em ferro.

## Reabilitação
A ponte foi alvo de uma reabilitação em 2019. A intervenção consiste no reforço estrutural, com a colocação de tirantes transversais, a injeção de material de enchimento e a execução de encamisamento das fundações dos pilares P2 e P3. Será também efetuada a reabilitação ao nível do tabuleiro, com substituição integral do pavimento, aplicação de tela de impermeabilização, execução de juntas de dilatação em ambos os encontros, tratamento e pintura dos guarda-corpos e a reabilitação do sistema de drenagem do tabuleiro.

## Características
Possui 95 metros de comprimento e cerca de 17 metros de altura. É constituída por cinco arcos em granito, desiguais, três quebrados e dois redondos.